# Тёплые Ключи (Еврейская автономная область)
Тёплые Ключи — село в Облученском районе Еврейской автономной области России. Входит в Бираканское городское поселение.

## География
Село Теплые Ключи стоит на левом берегу реки Биджан, в его верховьях. Село расположено на северных отрогах Помпеевского хребта.
Автомобильное сообщение с административным центром городского поселения пос. Биракан — по лесным дорогам.
По прямой (на север) расстояние до пос. Биракан — около 50 км. 
В селе находится рыбоводный завод, работающий с 1933 года и выпускающий молодь кеты.
В 12 километрах юго-восточнее (вниз по течению Биджана) расположено село Новый.

## Население
| 1992 | 2002 | 2010 |
| ---- | ---- | ---- |
| 364  | ↘41  | ↘14  |